# Bausch & Lomb Championships 2001
Il  Bausch & Lomb Championships 2001 è stato un torneo di tennis giocato sulla terra verde. È stata la 22ª edizione del torneo, che fa parte della categoria Tier II nell'ambito del WTA Tour 2001. Si è giocato all'Amelia Island Plantation di Amelia Island negli USA dal 9 al 15 aprile 2001.

## Campionesse

### Singolare
Amélie Mauresmo ha battuto in finale  Amanda Coetzer con il punteggio di 6–4, 7–5

### Doppio
Conchita Martínez /  Patricia Tarabini hanno battuto in finale  Martina Navrátilová /  Arantxa Sánchez Vicario con il punteggio di 6–4, 6–2